# Баркли, Дин
Дин Малкольм Баркли (англ.  Dean Malcolm Barkley; род. 31 августа 1950, Аннандейл, Миннесота) — американский политик, сенатор от штата Миннесота (2002—2003).

## Биография
Родился 31 августа 1950 года в Аннандейле, штат Миннесота, где в 1968 году окончил среднюю школу.
В 1972 году он получил степень бакалавра искусств в Миннесотском университете, а в 1976 году — степень доктора юриспруденции на юридическом факультете университета. Во время учёбы Баркли добровольно участвовал в президентской кампании Джорджа Макговерна 1972 года из-за несогласия с Вьетнамской войной.

## Карьера
В 1992 году Баркли баллотировался в Палату представителей США, на что его вдохновила президентская кампания Росса Перо. По результатам голосования Баркли набрал 16 % голосов.
Баркли был председателем удачной губернаторской кампании Джесси Вентуры в 1998 году. В январе 1999 года он назначил Баркли директором Управления стратегического долгосрочного планирования.
4 ноября 2002 года Вентура назначил Баркли сенатором от штата на место Пола Уэллстоуна, который погиб в авиакатастрофе 25 октября. Баркли занимал этот пост по 3 января 2003 года, когда его сменил Норм Коулман, победивший на выборах. В течение нескольких недель на посту сенатора Баркли помог принять закон о создании мемориала Уэллстоуну и обеспечил решающее голосование при одобрении окончательного принятия Закона о национальной безопасности.
14 июля 2008 года Баркли объявил о выдвижении своей кандидатуры на выборах в Сенат США, получив поддержку от Вентуры. Несмотря на позднее участие в предвыборной гонке, к 1 октября рейтинг Баркли достиг 19 %. Он получил более 435 000 голосов, около 15 % от общего числа, что существенно повлияло на гонку, в которой Эл Франкен победил Коулмана с разницей всего в 312 голосов.

## Дальнейшая жизнь
После ухода из политики Баркли вернулся к юридической практике. Он сосредоточился на имущественном планировании, а также продолжает консультировать независимых политических кандидатов.